# Грейдер, Кэрол
Кэ́рол Гре́йдер (англ. Carol Greider, род. 15 апреля 1961 года, Сан-Диего) — американский учёный, молекулярный биолог, лауреат Нобелевской премии по физиологии и медицине за 2009 год совместно с Элизабет Блэкбёрн и Джеком Шостаком «за открытие механизмов защиты хромосом теломерами и фермента теломеразы» (по теории, в 1971 году предложенной Алексеем Оловниковым).
Член Национальной академии наук (2003) и Национальной медицинской академии США (2010), а также Американского философского общества (2016), доктор философии (1987), заслуженный профессор университета Джонса Хопкинса (с 2014).
Окончила Калифорнийский университет в Санта-Барбаре (бакалавр, 1983). В 1987 году получила степень доктора философии в Калифорнийском университете в Беркли. В 1988 году поступила независимым фелло в Лабораторию в Колд-Спринг-Харбор, с 1990 года её ассистент-исследователь, с 1994 г. исследователь. В 1997 г. перевела свою лабораторию в школу медицины университета Джонса Хопкинса, с 2003 г. именной профессор (Daniel Nathans Professor) и директор департамента молекулярной биологии и генетики, а с 2014 г. именной заслуженный профессор (Blooomberg Distinguished Professor) этого университета.

## Награды
- Международная премия Гайрднера (1998)
- Премия Розенстила (1999)
- Passano Award[нем.] (1999)
- Richard Lounsbery Award[англ.] (2003)
- Премия Альберта Ласкера за фундаментальные медицинские исследования (2006)
- Премия Уайли (2006)
- Премия Луизы Гросс Хорвиц (2007)
- Премия Диксона (2007)
- Премия Пауля Эрлиха и Людвига Дармштедтера (2009)
- Нобелевская премия по физиологии и медицине (2009)